# Марьинское (Ивановская область)
Марьинское — село в Фурмановском районе Ивановской области, входит в состав Хромцовского сельского поселения.

## География
Расположено в 14 км на северо-запад от центра поселения села Хромцово и в 21 км на северо-запад от районного центра города Фурманов.

## История
В XV-XVII веках по административно-территориальному делению село входило в Костромской уезд в волость Емстну. В 1470-1490 годах - Данная Ирины ее зятю Тимофею Александровичу на село Марьинское в волости Емстне Костромского уезда: «Се яз, Орина, Климентиева жена Никитича, благословила есми зятя своего Тимофея Олександровича и свою дочерь Фетинью селом Марьинским, и з деревнями и со всем с тем, что к тому селу потягло. А дала есми на поминок душе поминати им душа Климентиева, мужа моего, да и моих детей и моя. А дала есми своему зятю и с прикупы с Олдемеровым и з Савинским. А мне в том селе жити, и ему меня кормити до моего живота, и мною печаловати». В июле 1510 года «Се яз раб божеи Дмитреи Тимофеев сын Александрович Синеи пишу сию грамоту духовну... А что моя вотчина село Марьинское, а в нем церковь св. чудотворца Николы да деревни Поповская, Ондомерово, Лискино, ... И яз то село Марьинское и з деревнями и с пустошми и с лесы и с луги и с пожнями ... дал в дом Живоначальные Троицы Сергеева монастыря по своем роду и по своей душе...». В 1680 году в селе упоминается церковь «Николая Чудотворца в селе Марьинском».
Каменная Троицкая церковь в селе с колокольней построена была в 1778 году на средства прихожан. Престолов было три: в холодной — правый во имя Пресвятой Троицы, левый во имя  прп. Сергия Радонежского, в теплой — во имя святителя Николая Чудотворца.
В конце XIX — начале XX века село входило в состав Кулиго-Марьинской волости Нерехтского уезда Костромской губернии, с 1918 года — в составе Середского уезда Иваново-Вознесенской губернии.
С 1929 года село являлось центром Марьинского сельсовета Середского района Ивановской области, с 2005 года — в составе Хромцовского сельского поселения.
До 2009 года в селе действовала начальная общеобразовательная школа.

## Население
| 1872 | 1897 | 1907 | 2002 | 2010 |
| ---- | ---- | ---- | ---- | ---- |
| 269  | ↘264 | ↗329 | ↘227 | ↘211 |

## Достопримечательности
В селе расположена недействующая Церковь Троицы Живоначальной (1778).